# Hüttikon
Hüttikon est une commune suisse du canton de Zurich, située dans le district de Dielsdorf.

Photo aérienne (1958).